# Бабин Яр (фільм, 2003)
Бабин Яр (нім. Babij Jar — Das vergessene Verbrechen) — німецько-білоруський художній фільм режисера Джефа Кенью, знятий в 2003 про різанину в Бабиному Яру 29 і 30 вересня 1941р., під час якої було вбито 33 771 єврея.

## Сюжет
Осінь 1941р. Радянська армія кидає напризволяще Київ. Запановує хаос. Всі говорять про близьке взяття Києва німцями. У 1941 на околиці Києва жили дві родини — євреї Лернери й українці Онуфрієнки. Жили пліч-о-пліч більше 20 років, їхні діти росли разом.
Поширюється чутка про звірства нацистів, про жорстокі вбивства євреїв на окупованих територіях. Старший представник родини Лернер не вірить у звірства. Він працював в Берліні фотографом та вважає німців культурним народом.
Сім'я Онуфрієнко давно заздрять освітченій єврейській родині Лернер. Олена Онуфрієнко вітає вхід німецьких військ до Києва.
Німецький полковник Пауль Блобель планує вбити всіх євреїв Києва. Частина родини Лернер за допомогою Степана Онуфрієнко намагається бігти до лісу.

## В ролях
- Майкл Деген — Геннадій Лернер
- Барбара де Россі — Наталя Лернер
- Катрін Засс — Лена Онуфрієнко
- Аксель Мілберг — полковник Пауль Блобель
- Евклід Кюдзідіс — Олександр Лернер
- Гліб Поршнев — Степан Онуфрієнко
- Анатолій Гур'єв — Гліб
- Ольга Ероховец — Франко
- Олександр Марченко — Яків
- Клаус Ратша — Військовий лікар
- Марк Айзикович — Кантор

## Знімальна група
- Другі режисери: Юрій Алексєєнко, Мартін Ломницький
- Асистент з акторів — Тетяна Ходасевич
- Асистент з реквізиту — Дмитро Паклин